# Acalyptris bicornutus
Acalyptris bicornutus là một loài bướm đêm thuộc họ Nepticulidae. Nó được tìm thấy ở Florida Keys.
Chiều dài cánh trước là 1.5-1.7 mm. Con trưởng thành bay từ cuối tháng 9 đến cuối tháng 11.